# Dyesebel (2014)
Dyesebel é uma telenovela filipina exibida pela ABS-CBN entre 17 de março e 18 de julho de 2014, estrelada por Anne Curtis.

## Elenco

### Elenco principal
- Anne Curtis como Dyesebel / Beatriz Reyes
- Gerald Anderson como Fredo Montilla
- Sam Milby como Liro
- Andi Eigenmann como Betty Reyes

### Elenco secundário
- Dawn Zulueta como Lucia Reyes
- Eula Valdez como Reyna Dyangga
- Zsa Zsa Padilla como Elena Villamayor-Montilla
- Ai-Ai de las Alas como Banak
- Gabby Concepcion como Dante Montilla
- Gina Pareño como Stella Villamayor

### Elenco estendida
- Bangs Garcia como Prinsesa Coralia
- Ogie Diaz como Tomas
- William Lorenzo como Gobi
- Debraliz Borres como Orga
- Allan Paule como Menandro
- Lou Veloso como Apoika
- Neil Coleta como Alvin
- Nico Antonio como Gorgo
- Bodie Cruz como Rafael Montilla
- David Chua como Octavio
- Erin Ocampo como Yanara
- JV Kapunan como David
- Markki Stroem como Ablon
- Marlann Flores como Sally

#### Elenco de voz
- Kakai Bautista como Pinky Pusit
- Thou Reyes como Karlo Kabayo

### Participações especiais
- Albert Martinez como Prinsipe Tino
- Bembol Roco como Fabian Reyes
- Jaime Fabregas como Haring Aurelio
- John Regala como Badong Manansala
- Ashley Sarmiento como Dyesebel (jovem)
- Giacobbe Whitworth como Fredo (jovem)
- Miguel Vergara como Liro (jovem)
- Kazumi Porquez como Betty (jovem)
- Brenna Penaflor como Coralia (jovem)

## Exibição
| País           | Emissora             |
| -------------- | -------------------- |
| Filipinas      | ABS-CBN              |
| Estados Unidos | The Filipino Channel |
| Canadá         | The Filipino Channel |
| Europa         | The Filipino Channel |
| Japão          | The Filipino Channel |
| Hong Kong      | The Filipino Channel |
| Indonésia      | The Filipino Channel |
| Austrália      | The Filipino Channel |